# Plaisance-du-Sud
Plaisance-du-Sud (Haitianisch-Kreolisch Plezans disid) ist eine Gemeinde im Département Nippes von Haiti.

## Geschichte
Die heutige Gemeinde Plaisance-du-Sud war bis zu ihrer Gründung ein (ländlicher) Gemeindebezirk von Petit-Trou-de-Nippes. Sie erhielt im Jahr 2002 im Rahmen der Vorbereitungen der Gründung des Département Nippes den offiziellen Status einer der 144 Gemeinden Haitis.
Ein Erdbeben der Stärke 7,2 erschütterte den Süden Haitis am 14. August 2021. Es verursachte auch in Plaisance-du-Sud erhebliche Schäden.

## Lage und Beschreibung
Neben dem Stadtzentrum Ville de Plaisance-du-Sud bestehen drei ländliche Gemeindebezirke:
- Plaisance (oder Petit-François) mit Bois Boulé, Dumoulin, Gauthier und Source Crabe,
- Anse-aux-Pins mit Bois Gérard, Camolie, Gouave, La Hatte-Jean, Lapuplique, Libo, Mulette, Nan Lion, Paillière, Pini, Plaines-Aux-Pins, Pond-d’Or und Sans Souci sowie
- Vassal-Labiche mit Biston, Bois Neuf, Dolette, Dupuy, Jean Patate und Païen.

Durch das Gebiet der Gemeinde führen lediglich in schlechtem Zustand befindliche Pisten. In südlicher Richtung ist nach 23 Kilometern die Gemeinde Cavaillon zu erreichen, wo die Route Nationale RN-2 verläuft.